# Picos de Valdecoro
Los Picos de Valdecoro son dos cumbres en la parte meridional del Macizo Central de los Picos de Europa o macizo de los Urrieles. Quedan al este del Mirador del Cable. La vía normal de ascenso es desde El Cable hacia el Collado Junciana o bien, desde Espinama hasta los invernales de Igüedri y allí ascender hacia el oeste remontando el valle del arroyo llamado Riega de Aguasel hasta el collado de Valdecoro. De las dos cimas, la más alta es la que queda al oeste (1812 m), siendo la cima este de 1758 metros.